# Електроочистка
Еле́ктроочи́стка — електрохімічний процес отримання очищених речовин, широко використовується при очистці металів. Для цього метал роблять анодом в електролітичній чарунці, де він під дією електричного струму розчиняється у водному кислотному електроліті (очистка міді) або розтопленій солі (очистка алюмінію), одночасно чистий метал осідає на катоді.